# Saint-Sulpice-sur-Risle
Saint-Sulpice-sur-Risle é uma comuna francesa na região administrativa da Normandia, no departamento Orne. Estende-se por uma área de 28,52 km². Em 2010 a comuna tinha 1 716 habitantes (densidade: 60,2 hab./km²).